# Gottlob Spindler
Gottlob Spindler (* 10. Mai 1812 in Stuttgart; † 12. November 1876 ebenda) war ein deutscher Architekt und württembergischer Baubeamter.
Über die Lebens- und Schaffensdaten ist nicht viel bekannt. Es wird vermutet, dass er berufsbegründend eine Steinmetzlehre gemacht hat. Bekannt ist, dass er als Bauführer bei der Erstellung des Cannstatter Kursaals tätig war und als Bezirksbauinspektor in Friedrichshafen zunächst und später als Hochbauinspektor bei der württembergischen Staatsbahn fungierte, um zuletzt als Baurat bei der Domänendirektion, einer bei der „Oberfinanzkammer“ angegliederten Behörde (Feldgüter- und Gebäudeverwaltung), tätig zu sein.